# Rolf Silber
Rolf Silber (* 2. August 1953 in Seligenstadt) ist ein deutscher Regisseur und Drehbuchautor.

## Leben
Von 1976 bis 1980 studierte er an der Deutschen Film- und Fernsehakademie Berlin (DFFB). Seitdem schreibt er Drehbücher, dreht Fernsehfilme, Serien und Kinofilme und ist Autor von Romanen. Arbeitsschwerpunkte: Komödie, Krimi, Fantasy.
1997 hatte er eine Gehirnblutung, die er im Fernsehfilm Durch diese Nacht verarbeitete.
Sein Motto lautet: „Film ist fortgesetzte Berichterstattung über die Realität mit den Mitteln des Traums“. Er wohnt und arbeitet als Freiberufler in Frankfurt am Main und ist Mitgründer und Mitinhaber der U5-Filmproduktion sowie Mitgründer und Inhaber der FFP-Produktion bis 1990.

## Filmografie
- 1982: Keine Startbahn West – Eine Region wehrt sich (Drehbuch und Regie, TV-Dokumentarfilm)
- 1983: Kassensturz (Drehbuch und Regie) Kino-Komödie / ARD + Futura-Filmverleih
- 1986: Die Stadtpiraten (Drehbuch und Regie) Kinderkomödie / ARD + Atlas-Verleih
- 1989: Lockvögel (Drehbuch und Regie) TV
- 1990: Lauter nette Nachbarn (Drehbuch und Regie, Fernsehserie)
- 1990: Käpt’n Blaubärs Seemannsgarn (Drehbuch für 30 Episoden) Animationsfilme / ARD
- 1992: 5 Zimmer, Küche, Bad (Regie) TV-Komödie / ARD
- 1993: Ein unmöglicher Lehrer (Regie) TV-Komödie / ZDF
- 1994: Ausgespielt (Regie) TV-Komödie / ZDF
- 1995: Willkommen in Babylon (Co-Drehbuch und Regie) TV-Komödie / ARD
- 1995: Tödliche Hochzeit (Drehbuch, TV)
- 1996: Echte Kerle (Co-Drehbuch und Regie) Kino-Komödie / ARD + Buena Vista International
- 1997: Tatort – Schlüssel zum Mord (Drehbuch)
- 1997: Ein Schloß für Rita (Drehbuch, TV)
- 1998: Polizeiruf 110 – Kleiner Engel
- 1999: Polizeiruf 110 – Schellekloppe
- 1999: Doppelpack – Das Duell (Drehbuch und Regie) TV-Drama / ZDF
- 2000: Polizeiruf 110 – Totenstille ...
- 2001: Polizeiruf 110 – Bis unter die Haut
- 2001: Ein Sommertraum (Co-Drehbuch und Regie) TV-Drama/Komödie / ZDF
- 2001: Der Millionär und die Stripperin (Drehbuch) TV-Drama/Komödie / RTL
- 2002: Polizeiruf 110 – Grauzone
- 2002: Voll korrekte Jungs (Co-Drehbuch und Regie) TV-Komödie / Pro7
- 2003: Fast perfekt verlobt (Co-Drehbuch und Regie) TV-Komödie / Pro 7
- 2005: Mein Vater und Ich (Regie) TV-Drama / ZDF
- 2005: Was für ein schöner Tag (Drehbuch und Regie) TV-Drama/Komödie / ZDF
- 2007: Ein Teufel für Familie Engel (Drehbuch und Regie) TV-Fantasy / SAT1
- 2009: Für meine Kinder tu’ ich alles (Drehbuch) TV-Drama/Komödie / SAT1
- 2009: Durch diese Nacht (Drehbuch und Regie) TV-Drama / ZDF
- 2009: Der Mann auf der Brücke (Drehbuch und Regie) TV-Drama/Komödie / ARD
- 2010: Das Geheimnis in Siebenbürgen (Co-Drehbuch) TV-Drama / ZDF
- 2011: Achtung Arzt! (Drehbuch und Regie) TV-Komödie (mit Annette Frier, Bernhard Schir) SAT1
- 2011: Nina sieht es ...!!! (Drehbuch und Regie) TV-Komödie / HR
- 2011: Männer ticken, Frauen anders (Drehbuch und Regie) TV-Drama/Komödie / ZDF
- 2013: Achtung Polizei! (Drehbuch und Regie) TV-Komödie / SAT1
- 2015: Alles Verbrecher – Leiche im Keller (Drehbuch und Regie) TV-Krimi/Komödie / ARD
- 2020: Weihnachtstöchter (Drehbuch und Regie) TV-Drama/Komödie / ZDF